# Taxifolina
Taxifolina é um flavonoide do tipo flavanonol, cuja fórmula molecular é C15H12O7.

## Farmacologia
O flavanonol Taxifolina é um não-agente mutagênico, de pouca toxicidade em sua composição química.